# 五星花属
五星花属（学名：Pentas），又名繁星花屬，是茜草科下的一个属，为草本或亚灌木植物。该属共有50种，分布于热带地区。